# 兵庫県立神戸高等商業学校

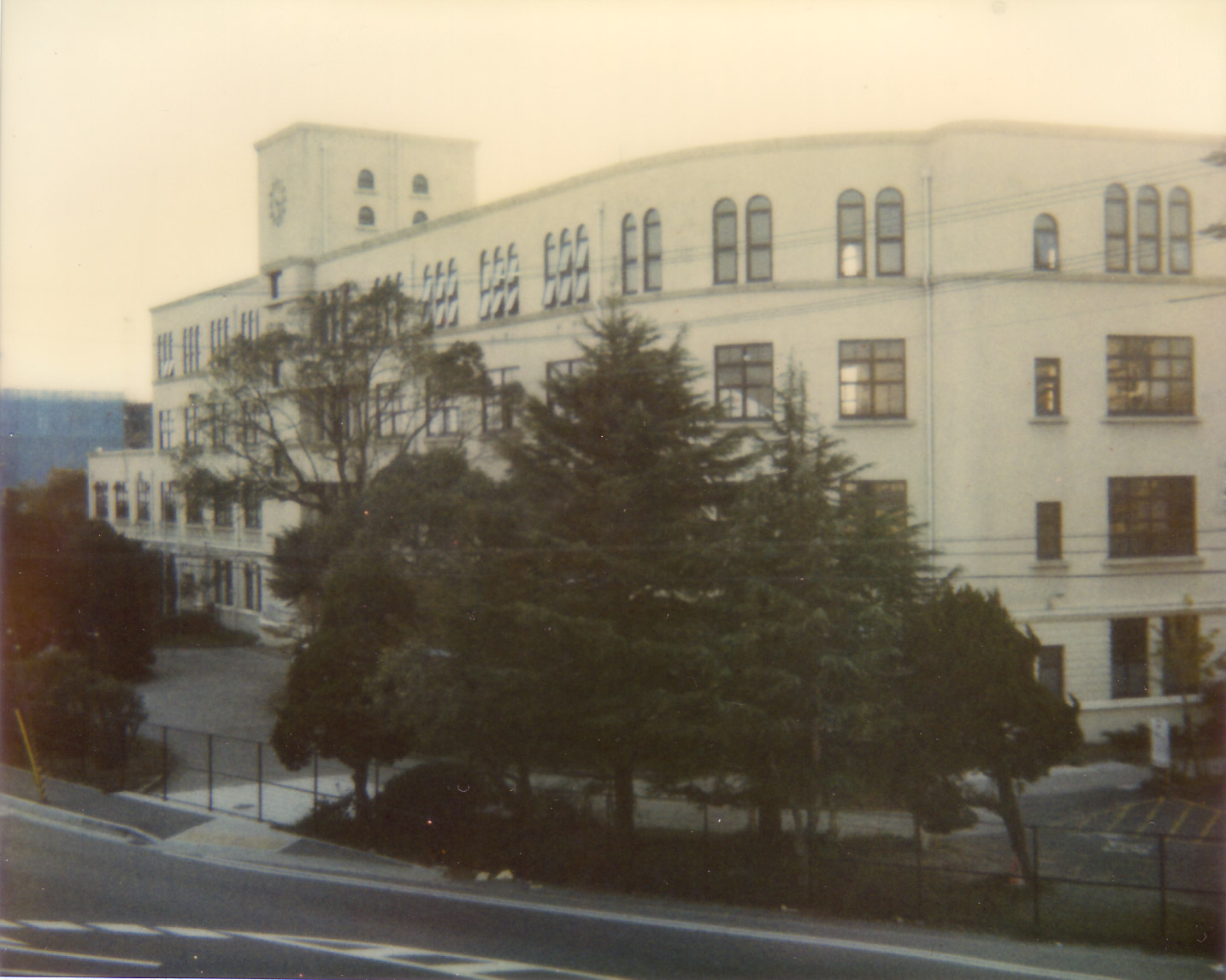
旧県立神戸高商本館（高丸校舎） / 1991年撮影。この後解体され現存しない。

| 兵庫県立神戸高等商業学校 （県立神戸高商） | 兵庫県立神戸高等商業学校 （県立神戸高商） |
| ----------------------------------------- | ----------------------------------------- |
| 創立                                      | 1929年                                    |
| 所在地                                    | 兵庫県明石郡垂水町 （現・神戸市垂水区）   |
| 初代校長                                  | 伊藤眞雄                                  |
| 廃止                                      | 1951年                                    |
| 後身校                                    | 神戸商科大学 （現・兵庫県立大学）         |
| 同窓会                                    | 淡水会                                    |

兵庫県立神戸高等商業学校（ひょうごけんりつ こうべこうとうしょうぎょうがっこう）は、1929年（昭和4年）に設立された旧制専門学校。略称は （県立）神戸高商。同年に神戸商業大学に昇格した官立の神戸高等商業学校とは別の学校である。

## 概要
- 1929年に官立神戸高等商業学校が学部のみの商業大学に昇格し、中等学校（中学校・実業学校）から進学できる官立（国立）の高等商業学校が県内になくなるため、兵庫県が新たに設置した公立高等商業学校である。官立神戸高商と異なり、本科のみの3年制であった。
- 略称（自称）は神戸高商であるが、当初は（かつての官立神戸高商と区別するため）新聞社等から兵庫高商と呼ばれ、その都度訂正を申し入れていたという。すなわち旧略称が官立神戸高等商業学校（神戸大学）（1902年～1932年）と兵庫県立神戸高等商業学校（兵庫県立大学）（1929年～1944年）ともに同じ「神戸高商」であるが、別学校である。後身の略称「神戸商大」についても同様である。
- 第二次世界大戦中に兵庫県立神戸経済専門学校と改称された。
- 新制神戸商科大学の前身である。同大学は2004年に兵庫県立大学に統合され、経済学部・経営学部となった。
- 同窓会は 「淡水会」（たんすいかい）と称し、後身の神戸商科大学・兵庫県立大学（経済学部・経営学部）の出身者と合同の同窓会である。
- 非常に紛らわしいが、新制高等学校である「兵庫県立神戸商業高等学校」と混同しないよう注意を要する（後述のように両校は深い歴史的関係を有する）。

## 沿革

### 前史
1919年（大正8年）頃から官立神戸高商で大学への昇格運動が起こり、1923年（大正12年）3月には帝国議会で神戸高商を含む 5校の大学昇格案が可決された（当時は 1927年昇格予定）。ただし、旧制高等学校出身者の進学先を増設するのが主目的だったため、神戸に設置される商科大学には、東京商科大学のような大学予科・専門部を附置しないことになった。これは、中等学校（中学校・実業学校）からの進学先が失われることを意味した。
そのため、地元神戸市の県立神戸商業学校（略称：県商。現・兵庫県立神戸商業高等学校）で、1922年（大正11年）頃から高等商業学校への昇格運動が起こった（同校は1878年（明治11年）に神戸商業講習所として開校した古い歴史を持ち、明治期の卒業生が運動を牽引した）。しかし、1923年（大正12年）9月に関東大震災が発生したために官立神戸高商の商大昇格は凍結となり、県商の高商昇格運動も頓挫してしまった。
官立神戸高商は1929年（昭和4年）4月に商業大学に昇格することになり、兵庫県はいよいよ県立高商を設立する必要に迫られた。県商を高商に昇格させるには、現在の県商を形式上廃止した上で新設高商に附置する手続きが必要となるが、むしろ県商を存続させ、別個に高商を新設する方が手続きが簡便であった。県は、県商同窓会をそう説得して、同窓会が高商昇格運動で集めていた寄付金を高商新設費用の一部に充当した。また、垂水の高商校地の隣接地（現在の星陵高校校地。詳細は星陵高校を参照）に県商を移転させ、地理的には併置のような形を取ることにした。

### 兵庫県立神戸高等商業学校時代
- 1928年（昭和3年）12月21日： 兵庫県議会、県立高商の設立を議決。
- 1929年（昭和4年）2月2日： 文部省告示第19号で設立認可。
- 1929年4月： 兵庫県立神戸高等商業学校を設置（修業年限 3年）。
- 1929年4月22日： 仮校舎で第1回入学式。
  - 病気休学などで官立神戸高商の最後の卒業（1932年4月）に間に合わなかった生徒は県立高商に収容された。
- 1931年（昭和6年）4月： 明石郡垂水町（現・神戸市垂水区）の高丸校舎に移転。
- 1931年6月： 『研究と資料』 創刊。
- 1931年9月： 校歌制定。『かすむ淡路の島影や』（三宅修二 作詞、作曲者不詳）。
- 1932年（昭和7年）7月： 同窓会 「淡水会」 発足。
- 1934年（昭和9年）11月： 貿易研究会発足。
- 1939年（昭和14年）2月： 貿易研究会を商学経済研究会と改称。
- 1942年（昭和17年）3月： 商学経済研究会を経済研究会と改称。

### 兵庫県立神戸経済専門学校時代
- 1944年（昭和19年）4月： 兵庫県立神戸経済専門学校（神戸経専）と改称。
- 1945年（昭和20年）1月： 校舎を海軍経理学校に引き渡し。神戸経済大学本館に間借り。
- 1945年 9月： 高丸校舎に復帰。
- 1946年（昭和21年）4月： 実務専修科を設置（修業年限・1年）。
- 1947年（昭和22年）4月： 実務専修科を女子専修科と改称。
- 1948年（昭和23年）4月： 学制改革により新制神戸商科大学に昇格。
  - 旧制神戸商業大学（現・神戸大学）とは別の大学である。
- 1949年（昭和24年）1月： 『研究と資料』 最終号（第25号）。同年6月、『商大論集』 と改題。
- 1951年（昭和26年）3月： 神戸経専廃止。

## 校地

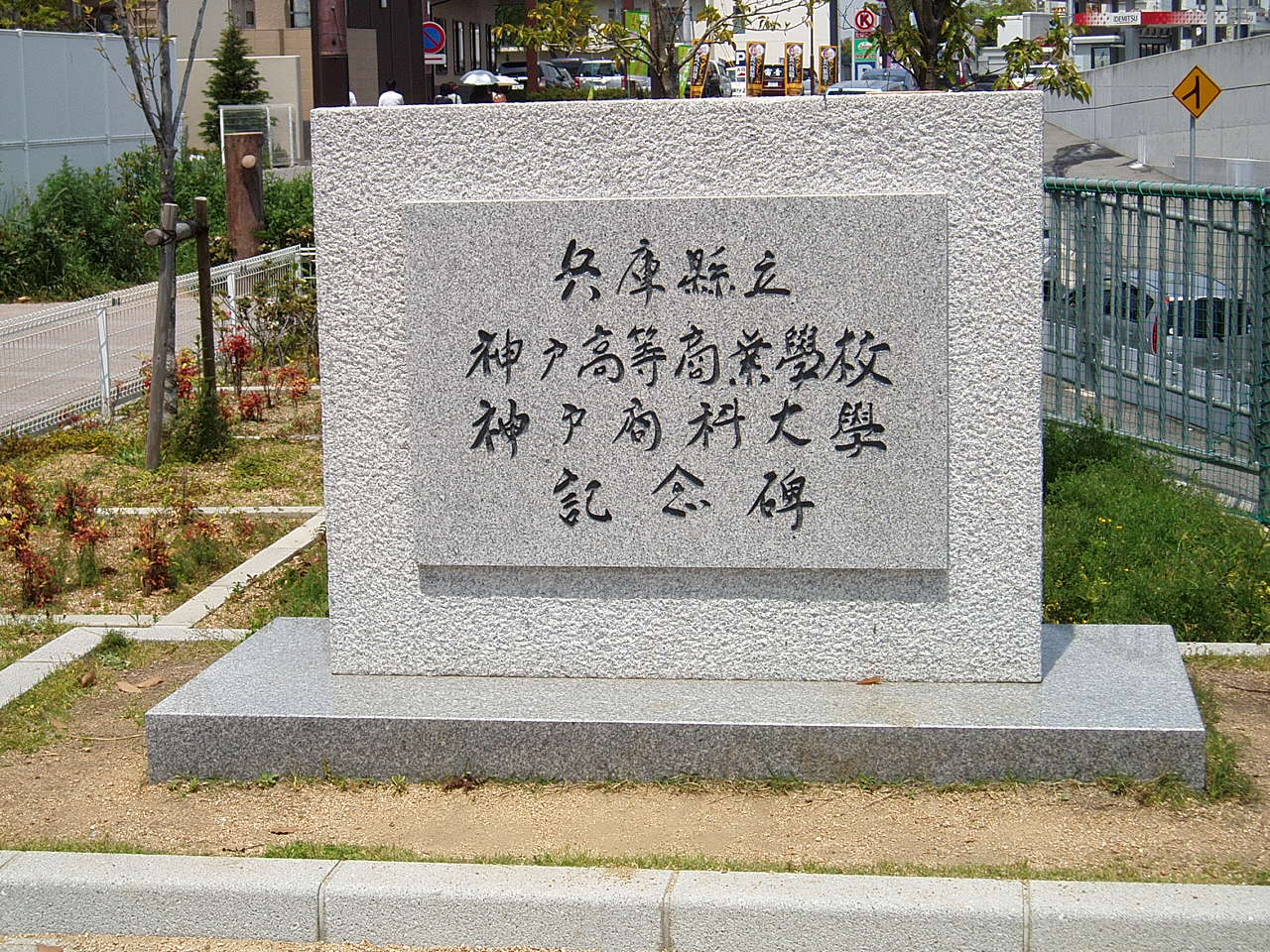
高丸校舎記念碑

1929年当時、本校舎はまだ存在しておらず、県立神戸高商は "母体" ともいえる県立第一神戸商業学校（県商）の校舎に間借りする形で出発した（青谷校舎。現・神戸海星女子学院大学の所在地）。狭隘なため、1930年7月に関西学院中学部の元校舎に移転した（原田校舎。現・神戸文学館の一帯）。
校地として選定された明石郡垂水町高丸陸（たかまるくが、現・神戸市垂水区星陵台）の土地は、元々官立神戸商業大学が移転先候補の一つとしていた場所であった（高丸校舎）。1931年4月、新築の高丸校舎に移転。翌 1932年には、県商も隣接地に移転した。第二次世界大戦末期の1945年1月、経専高丸校舎・県商校舎は海軍経理学校に明け渡され、経専は神戸経済大学本館（灘区）に、県商は若松国民学校（長田区）に移転した。同年9月、終戦とともに高丸校舎に復帰した。後身校である新制神戸商科大学は高丸校舎で発足し、旧制経専は同地で終焉の日を迎えた。
神戸商科大学は 1990年（平成2年）4月に神戸研究学園都市に移転した（神戸市西区、現 兵庫県立大学神戸学園都市キャンパス）。旧高丸校舎と垂水駅とを結ぶ通りは、現在も 「商大筋」 と呼ばれ続けている。旧高丸校舎は、南隣の兵庫県立星陵高等学校（一時期 県商と合併。戦前の県商校舎を使用）が校舎建て替えの間、仮校舎として使用していたが、その後取り壊され、現在跡地はマンション（ビスタグランデ神戸星陵台）となっている。

## 歴代校長
- 校長事務取扱： 川崎末五郎（1929年4月1日 - 1929年4月22日）
第1回入学式では校長として挨拶した。
- 校長事務取扱： 伊藤眞雄（1929年4月22日 - 1929年8月）
- 初代： 伊藤眞雄（1929年8月 - 1937年10月8日 死去）
元・大阪商科大学教授。
- 校長事務取扱： 西居霊證（1937年10月 - 1937年12月）
- 校長事務取扱： 原口亮平（1937年12月 - 1938年1月）
- 第2代： 原口亮平（1938年1月 - 1941年10月）
- 第3代： 二宮丁三（1941年10月 - 1948年11月）
前・山口高等商業学校教授。新制神戸商科大学学長事務取扱（1948年4月 - 1948年11月）
- 第4代： 小島昌太郎（1948年11月 - 1951年3月）
新制神戸商科大学初代学長。

## 著名な出身者
- 大野市郎 - 政治家。元衆議院議員。1回卒
- 北裏喜一郎 - 野村證券元社長・会長。2回卒。
- 大谷一二 - 東洋紡績名誉顧問。2回卒。
- 中内㓛 - ダイエー創業者。11回卒。
- 大森実 - ジャーナリスト。11回卒。
- 塩田晋 - 政治家。元衆議院議員。
- 新野幸次郎 - 経済学者。元神戸大学学長。15回卒。
- 井上忠勝 - 神戸大学名誉教授
- 岡本理一 - 元旭川大学学長

## 関連書籍
- 神戸商科大学五十年史編纂委員会（編）　『神戸商科大学五十年史』　神戸商科大学、1979年3月。

## 関連事項
- 旧制専門学校
- 高等商業学校
- 学制改革
- 神戸商業講習所 - 兵庫県立神戸商業高等学校（県商）